# Varzouga
La Varzouga (en russe : Варзуга) est un fleuve qui coule dans le sud de la péninsule de Kola en Russie.

## Géographie
Son cours est long de 254 km et draine un bassin versant de 9 840 km2. La Varzouga débouche dans la mer Blanche à Kouzomen. Elle est gelée d'octobre jusqu'à mai. 
Elle baigne le village de Varzouga à 22 kilomètres de son embouchure.

## Écologie
La Varzouga compte, avec l'Oumba, parmi les cours d'eau les plus réputés de la péninsule de Kola pour la pratique de la pêche sportive au saumon atlantique. Chaque saison, environ 10 000 saumons sont pêchés puis relâchés.
Son embouchure est caractérisée par un phénomène curieux dû aux mouvements éoliens et à l'abandon qui provoque la formation de dunes et d'une bande sableuse de couleur rougeâtre de treize kilomètres, ce sont les sables de Kouzomen, qui font régulièrement l'objet de reportages des médias locaux. 